# ずんずん!
『ずんずん!』は、山本一力による小説。テレビ朝日にて小堺一機主演でテレビドラマ化され、2021年4月16日に放送された。

## 書誌情報
- ずんずん!（2016年7月06日、中央公論新社、ISBN 978-4-12-004865-4）
- ずんずん!（2020年9月24日、中公文庫、ISBN 978-4-12-206939-8）

## テレビドラマ
『明治ドラマスペシャル ずんずん!』（めいじドラマスペシャル ずんずん）は、2021年4月16日の23時15分 - 翌0時15分に、テレビ朝日系列のドラマスペシャルとして放送された。株式会社明治の一社提供番組。主演は小堺一機。
小堺がドラマ主演を務めるのは、2005年まで放送された『夏樹静子ミステリー アリバイの彼方に』シリーズ（フジテレビ系）以来、約16年ぶりとなる。

### あらすじ（テレビドラマ）
「踏み込むなその親切にブレーキを！」という標語を店内に張られるほど親切な田代龍平は万天ミルクの販売店「まといミルク店」で働く従業員。その田代が訳アリ新入店員の栗本翔吾の教育係に任命された。やる気の見えない栗本も親切心のかたまり人間田代により徐々に変わっていく。そんな時、宅配先の湯川かおるの牛乳箱に入っているはずの空き瓶が入っていなかった事に気が付いた田代は、放置すべきか救うか悩む。

### キャスト

#### 主要人物
田代龍平（たしろ りゅうへい）
演 - 小堺一機
東京の牛乳配達店『纏（まとい）ミルク店』でアルバイトをする最年長の配達スタッフ。定年まで中小企業の営業職を勤め上げ、定年後は夫婦で悠々自適な生活をと考えていた矢先、妻に先立たれてしまう。寂しさを紛らわせるため数年前から牛乳配達のバイトを始め、長年営業で培った接客力から宅配する家庭から「タツさん」と呼ばれ信頼を寄せられる。

#### 纏ミルク店
創業80年の老舗牛乳配達店。「万天ミルク」特約店。
栗本翔吾（くりもと しょうご）
演 - 鈴鹿央士
新人配達員。幼少期から親と離れて暮らしていたことで人づきあいが苦手で、仕事が長続きしていなかったのを亮介の親戚からの紹介で入社した。早起きが苦手。
富岡大作（とみおか だいさく）
演 - やす（ずん）
ベテラン配達員。
山口伸介（やまぐち しんすけ）
演 - 飛永翼（ラバーガール）
配達員。
纏あかね（まとい あかね）
演 - 阿部純子
事務員。配達店の看板娘。
纏亮介（まとい りょうすけ）
演 - 木村了
店主。あかねの兄。

#### 田代の関係者
湯川かおる
演 - 朝加真由美
一人暮らしの女性。体調不良で自宅で倒れたが、日ごろ接していた田代の機転で救われる。
湯川理香子
演 - 我妻三輪子
かおるの娘。広告代理店勤務。
田代良子
演 - 高井純子
田代の亡き妻。田代が仕事から帰宅すると台所で倒れており、そのまま亡くなってしまった。

#### その他
鬼頭敬三
演 - 大河内浩
不動産会社社長。挨拶など礼儀に厳しい。
鬼頭華子
演 - のだこころ
敬三の娘。
清水周平
演 - 関口アナン
かおるの主治医。
北川恵美子
演 - 黒沢リコ
栗本が配達した牛乳が1本足りないとクレームの電話をかける。
北川海斗
演 - 豊田温大
恵美子の息子。公園の野良猫に配達された牛乳をあげていた。
岡林美桜
演 - 浅田芭路
田代の配達先の女の子。田代に牛乳配達を感謝する手紙を渡す。
岡林泰子
演 - よしこさん
美桜の母親。
森川章夫
演 - 諏訪太朗
田代の顔なじみ。田代から新商品のヨーグルトをもらう。
池田牧子
演 - 上村依子
田代の配達先のおばあちゃん。オレオレ詐欺に遭いそうだったのを田代に助けてもらった。
佐伯朋美
演 - 角南範子
田代の配達先の女性。田代と栗本に棚を運んでもらう。
西本由香里
演 - 佐々木もよこ
田代の新規配達先の女性。
助っ人配達員
演 - ウド鈴木（キャイ〜ン）、飯尾和樹（ずん）
纏ミルク店の牛乳配達を助ける。

### スタッフ
- 原作 - 山本一力 『ずんずん!』 (中央公論新社刊）
- 脚本 - 小峯裕之
- 監督 - 大谷健太郎
- 音楽 – 池田善哉
- 医療監修 - 山本昌督
- 取材協力 – 明治宅配特約店有志（プラスマイル、戸井乳業、明治クッカー、照幸、MILLS、靖和、的場ミルク）
- 技術協力 – ビデオスタッフ
- 照明協力 – ザ・ホライズン
- 美術協力 – BEENS
- ゼネラルプロデューサー - 三輪祐見子
- プロデューサー - 秋山貴人（テレビ朝日）、河野美里（ホリプロ）
- 制作協力 - ホリプロ
- 制作著作 - テレビ朝日